# Edwin Hernández
Edwin Hernández (* 10. Juli 1986 in Pachuca, Hidalgo) ist ein ehemaliger mexikanischer Fußballspieler auf der Position eines Verteidigers.

## Laufbahn
Seinen ersten sportlichen Erfolg als Profifußballer verbuchte Hernández in der Apertura 2007, als er mit den Indios de Ciudad Juárez die Zweitligameisterschaft gewann. Der zweite Erfolg stellte sich bereits ein halbes Jahr später ein, als er mit den Indios das Gesamtsaisonfinale gegen den Club León  gewann und in die erste Liga aufstieg. Nach zweijähriger Zugehörigkeit zum mexikanischen Fußballoberhaus stieg Hernández im Sommer 2010 mit den Indios wieder in die zweite Liga ab.
Zur Saison 2011/12 wechselte Hernández zum Club León, der nach dem verlorenen Aufstiegsfinale von 2008 noch immer in der zweiten Liga dümpelte. Doch in einer glanzvollen Rückrunde (von 18 Spielen einschließlich der Liguillas wurde kein einziges verloren) gewannen die Esmeraldas die Meisterschaft der Clausura 2012 und setzten sich auch im anschließenden Gesamtsaisonfinale gegen die UAT Correcaminos durch, so dass der lang ersehnten Rückkehr ins Fußballoberhaus nach zehnjähriger Abstinenz des Traditionsvereins nichts mehr im Wege stand.
Bereits in seiner zweiten Spielzeit nach der Rückkehr in die erste Liga gewann der Club León beide Meisterschaften der Saison 2013/14.
Von 2015 bis 2018 stand Hernández beim Club Deportivo Guadalajara unter Vertrag, mit dem er in diesem Zeitraum einen weiteren Meistertitel, zweimal die Copa México sowie die CONCACAF Champions League 2018 gewann.

## Erfolge

### National
- Mexikanischer Meister: Apertura 2013, Clausura 2014, Clausura 2017
- Mexikanischer Pokalsieger: Apertura 2015, Clausura 2017
- Mexikanischer Zweitligameister: Apertura 2007, Clausura 2012

### International
- CONCACAF-Champions-League-Sieger: 2018